# 수페르가 (브랜드)
수페르가(이탈리아어: Superga)는 이탈리아의 신발 브랜드이다. 1911년 이탈리아 토리노의 월터 마르티니는 수페르가 로고를 사용하여 천연고무 밑창을 사용한 신발을 제작하기 시작하였다. 그는 벌커나이즈드 고무라인을 포함하여 디자인 라인을 확장하기 시작하였고, 1925년 드디어 수페르가의 대표 상품라인 2750라인이 탄생하게 되었다.